# Ehrenpelz

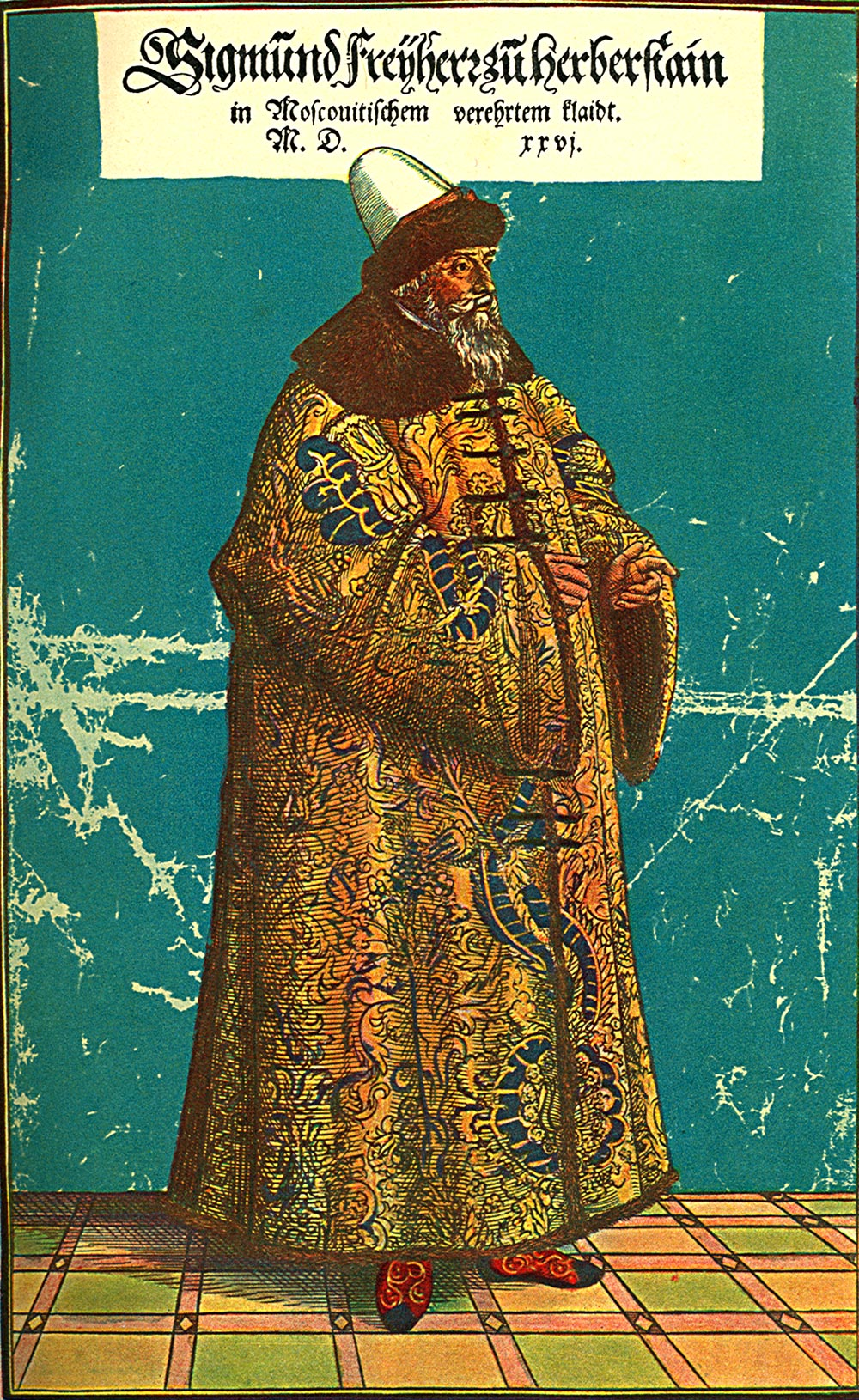
„Sigmund Freyherr zu Herberstain“ im Ehrenpelz (1526)

Der Ehrenpelz war eine vom türkischen Sultan sowie vom russischen Zaren verliehene Auszeichnung.
Ehe Ordensauszeichnungen in der Türkei in allgemeinen Gebrauch kamen, überreichte der Sultan als Anerkennung eventuell einen Ehrenpelz, türkisch „Kapanidscha“. Auch die ausländischen Gesandten bekamen bei ihrem Amtsantritt stets einen Ehrenpelz. Während für die Futter der „Kuiski“ genannten türkischen Innenpelze hauptsächlich Fuchsfelle, Luchsfelle und Kolinskifelle, auch Weißfuchsfelle und weiße Hasenfelle beliebt waren, waren die Ehrenpelze meist mit kostbaren Zobelfellen ausgefüttert. Ehrenpelze geringerer Art wurden als „Karake“ bezeichnet.
Die Steuerabgaben von Teilen der sibirischen Bevölkerung wurden als „Jassak“ ehemals zu großen Teilen mit Zobelfellen bezahlt, die als Kronenzobel an den russischen Zarenhof gingen. Wie William Pierson berichtete, wurde Siegmund von Herberstein (1486–1566), österreichisch kaiserlicher Rat und Gesandter am russischen Hof, bei seiner Abschiedsaudienz vom Zar ein „Ehrenpelz von Zobelfell“ geschenkt. Dem war „eine Art von Geldgeschenk“ beigefügt: 42 Zobelfelle, 300 Hermelinfelle und 1500 Feh. Bei seiner ersten Gesandtschaft hatte er außer einem Ehrenpelz bereits einen Schlitten, „bespannt mit einem prächtigen Pferde und bedeckt mit einem weißen Bärenfell, und noch einen großen Haufen ungesalzener, an der Luft gedörrter Fische erhalten“. Dieselbe Freizügigkeit zeigte der Zar gegen Herbersteins Mitgesandten, den Grafen Leonhard von Nogarola.

## Zitate

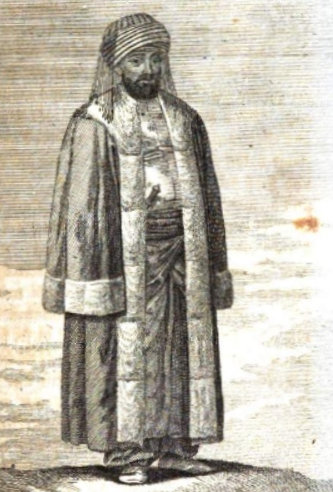
Ein „Scherif von Mekka“ im Pelz (1793)

„Derwisch Mohammedpascha, ein wegen seiner Rechtlichkeit und Gewissenhaftigkeit allgemein vorteilhaft bekannter Mann, Aliaga, wurde gerufen zur Bekleidung mit Ehrenpelz. ‚Gnädiger Herr!‘ sagte Ali, ‚ehe ich den Pelz anlege, bitte ich euch zu sagen, wozu? damit ich wisse, ob ich dem Amte gewachsen, womit ihr mich bekleiden wollt.‘ Er mußte sich zuerst den Ehrenpelz mit Gewalt anlegen lassen, dann sagte Ipschir: ‚S. M. der Padischah haben aus höchst eigenem Antriebe dich zum Desterdar [Schatzmeister] gemacht.‘ Aliaga warf sich ihm zu Füßen und beschwor ihn um Gottes und des Propheten Willen, ihn eines Amtes zu entheben, wozu er nicht tüchtig. Ipschir runzelte die Braunen: ‚Nachdem S. M. dich hierzu tüchtig erkannt, so fehlt es hiezu auch nicht an Verstand‘.“

„Der Scherif, zu seiner Stellung durch Gewalt oder persönlichen Einfluß und die Zustimmung der mächtigen Scherifsfamilien zu Mekka gelangt, erhielt sein Ansehen von dem Großherrn, der ohne Ausnahme jedes Individuum, daß sich selbst einsetzte, bestätigte. Er wurde jährlich in den Ehrenpelz gekleidet, der von dem Kastandji Baschi von Konstantinopel gebracht wurde und hatte in dem türkischen Hofceremoniel seinen Rang unter den ersten Pascha's des Reiches.“

„Constantinopel, vom 17. November [1824]. Vorgestern lief der Kapudan Pascha auf seinem Admiralschiffe von den Dardanellen in hiesigen Hafen ein, wo man ihn mit allen Ehrenbezeigungen empfing. Gestern hatte er seine Audienz bei dem Großwesir, und wurde mit einem Ehrenpelz bekleidet.“

„Das «Journal de Constantinople» bringt nach einem Schreiben aus Erzerum vom 3. Februar [1852] die Bestätigung der gewaltthätigen Hinrichtung des ehemaligen persischen Großveziers Mirza Taghi Khan, welche am 11. Januar erfolgte. Man hatte ihm einen Ehrenpelz (Khalat), angeblich ein Zeichen der gänzlichen Begnadigung, vorgewiesen. Um sich zum würdigen Empfange dieses Geschenkes vorzubereiten, war er in ein Bad gestiegen, worauf diese bekannte tragische Scene sich ereignete.“

„Am Pelzmantel war zu erkennen, welche Sprosse auf der sozialen Leiter der Träger erklommen hatte. Und manch einer träumte davon, die Stufenleiter aller Pelze, vom Schafpelz zum Bärenpelz und zuletzt zum Ehrenpelz, den der Zar als höchste Vergünstigung verlieh, zu durchlaufen.“